# Pieni-Ahveninen
Pieni-Ahveninen eller Pieni Ahvenainen är en sjö i Finland. Den ligger i kommunerna Pieksämäki och Suonenjoki i landskapen Södra Savolax och Norra Savolax, i den centrala delen av landet, 270 km norr om huvudstaden Helsingfors. Pieni-Ahveninen ligger 110,9 meter över havet. Den är 2,6 meter djup. Arean är 1 kvadratkilometer och strandlinjen är 8,35 kilometer lång. Sjön  ingår i Kymmene älvs huvudavrinningsområde.   I omgivningarna runt Pieni-Ahveninen växer i huvudsak blandskog.